# Ballynamona Lower

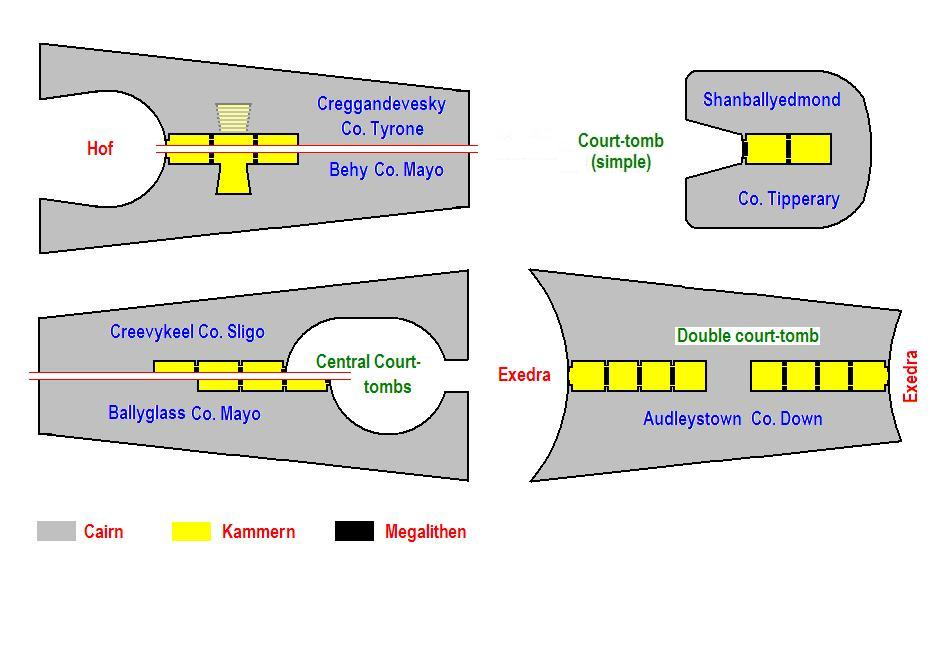
Formen von Court Tombs

Das Court Tomb von Ballynamona Lower, lokal als Caille Bhéarra’s House bekannt, ist das südlichste seiner Art in Irland und das einzige im County Waterford. Es liegt 100 m von der Küste entfernt und 1,6 km nördlich des Leuchtturms von Mine Head im Townland Ballynamona Lower (irisch Baile na Móna Íochtarach). Das Court Tomb von Ballynamona Lower ist eine von lediglich einem halben Dutzend Anlagen, die südlich einer Ost-West verlaufenden Linie von Dundalk nach Galway liegen. Die Anlage ist unter der Bezeichnung „Dolmen“ auf der Ordnance-Survey-Karte verzeichnet. Court Tombs gehören zu den megalithischen Kammergräbern (englisch chambered tombs) Irlands und Nordirlands. Sie werden mit etwa 400 Exemplaren nahezu ausschließlich in Ulster im Norden von Irland gefunden.

## Kontext
Jungsteinzeitliche Bauern errichteten ab 3500 v. Chr. in Irland Megalithanlagen, darunter auch das Court Tomb von Ballynamona Lower. Court Tombs sind Kollektivgräber für bis zu 20 und mehr Bestattungen. Die verbrannten Knochen wurden mitunter mit Beigaben, wie Keramik, Perlen und Steinwerkzeugen in den bis zu acht Kammern platziert. Einige Archäologen sehen in der Anlage des Court Tomb die früheste Form irischer Großsteingräber, heute wird aber eher davon ausgegangen, dass sie in der mittleren Jungsteinzeit entstanden.

## Beschreibung
Ballynamona Lower wurde 1938 von Thomas George Eyre Powell (1916–1975) ausgegraben. Da es bereits zuvor vieler Steine beraubt worden war, ließ sich die Größe nicht mehr ermitteln. Die Kammern waren von Schatzsuchern durchwühlt worden. Lediglich einige Fragmente dekorierter Keramik, zahlreiche Feuersteinabschläge und eine kleine Steinscheibe aus feinkörnigen Old-Red-Sandstein sind Artefakte, die von der damaligen Bevölkerung stammen. Ähnliche, aber größere Scheiben sind aus den Galeriegräbern der Bretagne, aus Schottland (South Clettraval), Wales und dem County Wicklow bekannt. Aufgrund ihrer Form und Verzierung können die Fragmente eines hier gefundenen Topfes, jenen zugeordnet werden, die auch in Portal Tombs vorkommen. Da die Portal Tombs einst für wesentlich jünger gehalten wurden als die Court Tombs, wurde zunächst davon ausgegangen, dass dieser Topf erst später hinter dem Orthostaten vergraben wurde, der den Abschluss des Court Tombs bildet. Der Fund hat aber die Diskussion darüber in Gang gesetzt, ob die Court und Portal Tombs nicht gleichzeitig entstanden.
Der etwa 10,0 m lange Cairn war nur auf etwa 5,5 m Länge zu beiden Seiten der Kammer durch Randsteine befestigt. Auf der Südseite des Hofes (englisch court), auf dem vier Pfosten standen, wurde eine kleine Feuerstelle gefunden.
Die Galerie aus zwei Kammern ist etwa 3,3 m lang und 1,55 m breit. Sie ist aus fünf Orthostaten, zwei im Norden, zwei im Süden und eine im Osten gebaut. Die Eintrittsöffnung am Westlende ist 46 cm breit. Ursprünglich waren die Kammern durch zwei oder drei Platten bedeckt. Die Ausgräber fanden Kammer A gestört vor, wie eine in den Boden eingetiefte Grube wahrscheinlich von Schatzsucher gegraben zeigt. In diesem Bereich wurden einige Feuersteinabschläge gefunden. Einige Artefakte und eine kleine Menge verbrannter Knochewurden wurden in Kammer B festgestellt. Der Boden war auch hier gestört.
Das Court Tomb von Ballynamona Lower stammt aus der späten Jungsteinzeit oder frühen Bronzezeit und ist Beleg für die Besiedlung der später „Alte Pfarrei von An Sean Phobal“ genannten Region, in der die Anlage liegt, durch eine entwickelte Bauerngesellschaft. Weitere Anhaltspunkte für die Besiedlung von Waterford in dieser Zeit sind die Großsteingräber von Gaulstown, Matthewstown und Ballynageeragh, rund um Tramore. Während diese Anlage noch in Nutzung war, endete die Jungsteinzeit. Funde im County Waterford bezeugen, dass in der frühen Bronzezeit bei Bonmahon Kupfer abgebaut wurde und es gibt Hinweise, dass am Rande des Knockmon Moor, im Westen von Dungarvan eine Bronzegießerei existierte.